# 신행정수도
신행정수도는 다음을 의미한다.
- 세종특별자치시
- 브라질리아
- 캔버라
- 시우다드데라파스
- 신행정수도 (이집트)

## 같이 보기
- 제목에 "신행정수도" 항목을 포함한 모든 문서

| Disambiguation icon | 이 문서는 명칭이 같고 같은 종류에 속하는 여러 대상을 연결하는 색인 문서입니다. |